# Tianwan (köpinghuvudort i Kina, Hunan Sheng, lat 28,09, long 110,23)
Tianwan (kinesiska: 田湾, 田湾镇) är en köpinghuvudort i Kina. Den ligger i provinsen Hunan, i den södra delen av landet, omkring 270 kilometer väster om provinshuvudstaden Changsha. Antalet invånare är 8 482. Befolkningen består av 3 966 kvinnor och 4 516 män. Barn under 15 år utgör 15,0 %, vuxna 15-64 år 71 %, och äldre över 65 år 12,0 %.
Runt Tianwan är det ganska tätbefolkat, med 248 invånare per kvadratkilometer. Närmaste större samhälle är Chenyang, 10,5 km sydväst om Tianwan. I omgivningarna runt Tianwan växer huvudsakligen savannskog.
Genomsnittlig årsnederbörd är 1 975 millimeter. Den regnigaste månaden är maj, med i genomsnitt 366 mm nederbörd, och den torraste är januari, med 43 mm nederbörd.